# کونوژاتکا
کونوژاتکا (به لهستانی:  Konorzatka) یک روستا در لهستان است که در گمینا اداموو (شهرستان ووکوف) واقع شده‌است. کونوژاتکا  ۲۲۰ نفر جمعیت دارد.